# Somaliastenskvätta
Somaliastenskvätta (Oenanthe phillipsi) är en fågel i familjen flugsnappare inom ordningen tättingar. Den förekommer som namnet avslöjar i Somalia, men även i sydöstra Etiopien. Beståndet anses vara livskraftigt.

## Utseende och läte
Somaliastenskvättan är en udda och distinkt tecknad stenskvätta med mörkt på strupen. Hjässan är grå hos båda könen, men strupen och bröstet är svart hos hanen och grått hos honan. Stjärten uppvisar det för släktet typiska T-formade stjärtmönstret i svart och vitt. Arten liknar flera andra stenskvättor, men skiljer sig på mörkt bröst och grått på hjässa och rygg. Bland lätena hörs visslingar och korta "tik".

## Utbredning och systematik
Fågeln förekommer i sydöstra Etiopien samt i norra och centrala Somalia, i syd till cirka 4° N. Den behandlas som monotypisk, det vill säga att den inte delas in i några underarter.

### Familjetillhörighet
Stenskvättorna ansågs fram tills nyligen liksom bland andra buskskvättor, stentrastar, rödstjärtar vara små trastar. DNA-studier visar dock att de är marklevande flugsnappare (Muscicapidae) och förs därför numera till den familjen.

## Levnadssätt
Somaliastenskvättan hittas på öppen och stenig mark, i halvöken, iöppen törnbuskmark och i gräsmarker. I norra Somalia ses den huvudsakligen på mellan 600 och 1200 meters höjd, i norr ner till 190 meter. Födan består av insekter, som gräshoppor, skalbaggar, myror, bönsyrsor och deras larver. Den födosöker genom att spana från en sittplats för att göra utfall mot marken.

### Häckning
Fågeln häckar mellan april och juni. Den bygger ett bo av gräs och djurhår som placeras på marken under en sten, en buske eller en fallen gren. Däri lägger den tre till fyra turkosblå ägg med rödbruna fläckar.

## Status
Arten har ett stort utbredningsområde och beståndet anses stabilt. Internationella naturvårdsunionen IUCN listar den därför som livskraftig (LC).

## Namn
Fågelns vetenskapliga artnamn hedrar Ethelbert Lort Phillips (1857–1944), engelsk samlare av specimen och storviltsjägare i Östafrika 1885–1895